# Adolfo Ríos
Adolfo Ríos (* 11. Dezember 1966 in Uruapan, Michoacán) ist ein ehemaliger mexikanischer Fußballtorwart, der in der zweiten Hälfte der 1990er Jahre insgesamt fünfmal zum besten Torhüter der mexikanischen Liga gewählt wurde.

## Leben

### Verein
Seinen ersten Profivertrag erhielt Ríos zu Beginn der Saison 1984/85 bei den UNAM Pumas, für die er sein Debüt in der mexikanischen Primera División am letzten Spieltag seiner ersten Saison am 4. April 1985 in einem Auswärtsspiel beim Club León gab. Er wurde in der 82. Minute beim Stand von 2:0 für León eingewechselt und kassierte gleich darauf ein von Gerardo Lugo Gómez erzieltes Gegentor zum 3:0-Endstand für die Gastgeber. 
In der Saison 1985/86 bereits zu acht Einsätzen gekommen, war Ríos ab der Saison 1986/87 Stammtorhüter seines Vereins. 
1990 wechselte Ríos zu den Tiburones Rojos Veracruz, bei denen er mit einer siebenjährigen Dauer seine längste Station verbrachte und mit 248 Erstligaeinsätzen mehr Spiele absolvierte als für jeden anderen Verein. In seiner letzten Saison für Veracruz wurde er erstmals zum besten Torhüter der mexikanischen Liga gewählt; eine Auszeichnung, die er insgesamt fünfmal erhielt.
Zwischen 1997 und 1999 stand Ríos beim Club Necaxa unter Vertrag, mit dem er im Torneo Invierno 1998 (Hinrunde der Saison 1998/99) zum ersten Mal den mexikanischen Meistertitel gewann. Während seiner vier halbjährlichen Spielzeiten bei Necaxa wurde er außerdem dreimal in Folge zum besten Torhüter der mexikanischen Liga gewählt und war außerdem Stammtorwart der mexikanischen Nationalmannschaft. 
Seine letzte Station war der Club América, bei dem er zwischen 1999 und 2004 unter Vertrag stand und mit dem er im Torneo Verano 2002 (Rückrunde der Saison 2001/02) noch einmal den Meistertitel gewann. 

### Nationalmannschaft
Obwohl Ríos sein Debüt in der Nationalmannschaft bereits in einem am 26. April 1988 ausgetragenen Testspiel gegen Honduras (4:1) gab und sein letztes Länderspiel am 26. März 2003 gegen Paraguay (1:1) bestritt, er somit auf eine 15-jährige Laufbahn in der Nationalmannschaft zurückblicken kann, fanden 34 seiner insgesamt 39 Länderspieleinsätze allein im Zeitraum zwischen 1996 und 1999 statt. 
Mit Ausnahme des Eröffnungsspiels gegen Kolumbien (2:1) stand Ríos bei den übrigen fünf Spielen der Copa América 1997 im Tor der Nationalmannschaft, die bei diesem Turnier ebenso den dritten Platz belegte wie zwei Jahre später, als Ríos allerdings nur das letzte Vorrundengruppenspiel gegen Venezuela (3:1) absolvieren durfte und ansonsten Jorge Campos den Vortritt lassen musste.

## Erfolge
- Mexikanischer Meister: Invierno 1998, Verano 2002
- Bester Torhüter der mexikanischen Liga: 1996/97, Invierno 1997, Verano 1998, Invierno 1998, Invierno 1999